# Daniel Thioune
Daniel Thioune (Georgsmarienhütte, 1974. július 21. –) német-szenegáli labdarúgó-középpályás, edző.